# Рисівництво
| Рисівництво |
|             |
|             |
|             |
|             |
|             |
|             |

Рисівництво (яп. 稲作, інасаку) — галузь сільського господарства, що займається вирощуванням і зберіганням рисових культур.
Рис є одним з найдавніших і найбільш продуктивніших злаків на Землі. Сьогодні існує багато видів рису та методів його вирощування.

## Історія
Найдавніші сліди рисівництва виявлені в Таїланді, датовані серединою V тисячоліття до н. е. За наступну тисячу років культивування рису поширилося у всьому Індокитаї, а згодом потрапило до Південно-Східної та Східної Азії. У ІІ тисячолітті до н. е. індокитайський рис був імпортований до Індії, звідки потрапив до Середньої Азії та Європи під час походів Александра Македонського. 
У II тисячолітті до н. е. на території сучасного Китаю головним рисівницьким районом були південні землі у низов'ях річки Янцзи, що належали прото-в'єтнамським племенам. Наприкінці I тисячоліття до н. е. завдяки контактам китайців з південними сусідами, а рис потрапив до північних районів Китаю. Ймовірно звідти його запозичили мешканці Корейського півострова і Японського архіпелагу. Поступово рис став домінуючою сільськогосподарською культурою у східноазійському регіоні, залишаючись такою по сьогодні.
В Європі, починаючи з античної доби, центром європейського рисівництва тривалий час було середземномор'я. Проте рисові культури займали незначне місце у харчовому раціоні тогочасних європейців, поступаючись ячменю і пшениці. Лише з XIX століття розпочалось промислове вирощування європейського рису.
На територію сучасної України рис потрапив у середньовіччі з Балканського півострова, однак не культивувався. Перші посіви з'явилися лише у XVIII столітті за наказом російського імператора Петра І під час Перського походу. Масштабне рисівництво почалося у XX столітті за радянської доби. У 1926 році корейські емігранти привезли до України висококультурні японські сорти. Рис вирощували на примітивних рисових системах господарств у заплавах річок Південний Буг, Дністер, Інгулець та Дніпро. Проте, у зв’язку з відсутністю дренажної мережі та системи сівозмін, відбулось засолення ґрунтів, що привело до різкого зниження врожаю. До 1960 року посіви рису в Україні повністю припинилися, але зв’язку з введенням в експлуатацію інженерних систем у зонах Краснознам’янської, Північно-Кримської та Інгулецької зрошувальних систем відновлені у 1961 році .

## Типи рисівництва
Існує три основні типи рисівництва: 
- Заливне (поливне) рисівництво
- Суходільне рисівництво
- Лиманне рисівництво.

Різниця між цими типами полягає у відмінності характеристик полів на яких вирощують рис. Ці поля бувають трьох видів:
- Заливні поля або чеки, на яких рис вирощують при постійному затопленні водою, допоки врожай не достигне, а перед його збиранням воду спускають. У такий спосіб виготовляють до 90% світової рисової продукції.
- Суходільні поля, на яких рис вирощують без штучної іригації в областях з великою кількістю опадів. Обсяги врожаю з таких полів нижчі ніж на заливних полях.
- Лиманні поля, на яких рис вирощують у затоках річок або під час паводків. Такий спосіб вирощування рису є найдавнішим, але мало ефективним. Його використовують переважно у країнах Південно-Східної Азії.

## Вирощування
При вирощуванні рису беруться до уваги такі головні чинники як температура та вологість ґрунту. Рис є теплолюбною культурою, однак висока температура призводить до його надлишкового вегетативного росту, що заважає розвиватися паросткам. Велика кількість сонячних днів сприяють отриманню більш високих врожаїв. Для вирощування рису найкраще підходять пилуваті та глинясті ґрунти, які добре утримують воду. Проте піщані ґрунти, попри низьку природну врожайність, можуть давати найвищі врожаї за умов обробки добривами.
Рис — факультативний гідрофіт, тому може переносити кисень від листя до затоплених коренів. Тому для протидії бур'янам та підвищенню врожайності, воду на заливних полях тримають впродовж усього вегетаційного періоду.
У гірських областях рис вирощують на терасах, що створені на схилах гір та огороджені валами для утримання води. На рівнинних землях заливні рисові поля зазвичай ретельно вирівнюють, щоб забезпечити рівномірне зрошування і добрий дренаж, та ділять їх на ділянки валами, після чого заливають водою по системі каналів.
Рис починають вирощувати з березня по червень, залежно від регіону. Способи посівної різні. В азійських країнах зерна рису пророщують у грядках, а після 30—50 днів пересаджують гніздами по 3—4 паростки у ґрунт заливного поля, що вкрите водою. На Заході рис сіють зернами, без попереднього пророщування. У економічно розвинутих державах посівна рису механізована, проте у більшості регіонів світу цю культуру продовжують сіяти вручну. 
Рисові поля, як правило, тримаються затопленими у воді, періодично міняючи глибину затоплення залежно від фази розвитку рослини та боротьби з шкідниками і бур'янами. У багатьох господарствах у воду додають пестициди для підвищення врожайності, проте у ряді країн існує тенденція відмови використання хімічних добрив. При дозріванні рису воду зливають з полів, а ґрунт просушують до 18–22% вологості для збирання врожаю.
Хвороби і шкідники рису різняться від регіону, де вирощують цю культуру. Найкращий метод зниження втрат врожаю — використання стійких сортів.